# Bas-relief d'Amalthée et de Zeus
Pour les articles homonymes, voir Amalthée et Zeus (homonymie).
 (mai 2025).
Si vous disposez d'ouvrages ou d'articles de référence ou si vous connaissez des sites web de qualité traitant du thème abordé ici, merci de compléter l'article en donnant les références utiles à sa vérifiabilité et en les liant à la section « Notes et références ».
Le bas-relief d'Amalthée et de Zeus est un bas-relief de la mythologie gréco-romaine, du IIe siècle, exposé aux musées du Vatican de Rome.

## Historique
Le bas-relief, daté du IIe siècle, représente la nymphe-nourrice Amalthée (ou Adrastée), figure de la mythologie grecque. 
Elle élève et protège le jeune Zeus enfant, au milieu d'une nature hostile, avec sa corne d'abondance (corne d'Amalthée) de la mythologie gréco-romaine, avec laquelle elle nourrit le futur dieu des dieux de nectar et d'ambroisie pour lui assurer l'immortalité des dieux de l'Olympe. 
Le bas-relief représente également Égipan et sa flûte de Pan (frère de lait de Zeus), deux chèvres sauvages crétoises d'Amalthée, la grotte de Zeus du mont Ida (ou la grotte de Psychro du mont Dicté) en Crète où celui-ci est né et a passé son enfance, ainsi qu'un arbre, un aigle (celui de Zeus) et sa proie, un couple d'oiseaux, ses oisillons et un serpent.